# Furuta (Klan)

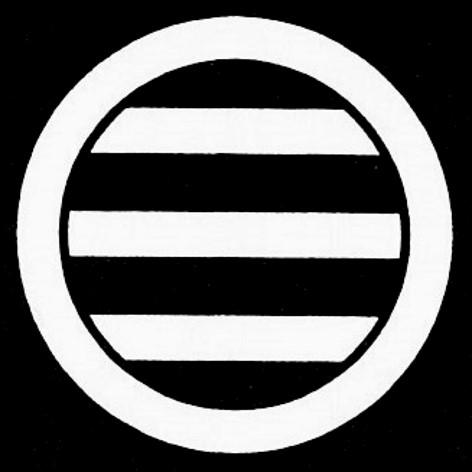
Wappen der Furuta
(Drei Striche im Kreis)

Die Furuta (japanisch 古田氏 Furuta-shi) waren eine Familie des japanischen Schwertadels (Buke). Die Furuta zählten in der Edo-Zeit zu den Tozama-Daimyō.

## Genealogie
- Shigenari (重然; 1544–1615) besaß den Ehrentitel eines Oribe no kami („Vorsteher des Büros der Weber“). Für seine Verdienste gab ihm Toyotomi Hideyoshi das Lehen Nishigaoka in der Provinz Yamashiro mit einem Einkommen von 35.000 Koku.[2] Nach der Niederlage der Toyotomi-Anhänger bei der Belagerung von Ōsaka 1615 wurden er und sein ältester Sohn Shigehiro (重広; † 1615) zum Seppuku gezwungen.[3] Er war Begründer der Oribe-Keramik und der Teezeremonieschule Oribe-ryū.
- Shigekatsu (重勝; 1560–1606) war Zweiter Stellvertretender Militärminister (Hyōbu-shō). Er diente Toyotomi Hideyoshi, der ihm die Matsusaka (Provinz Ise) mit 37.000 Koku gab. Nach der Schlacht von Sekigahara wurde sein Einkommen auf 55.000 Koku[4] erhöht.
- Shigeharu (重治; 1578–1625) hatte den Ehrentitel eines Daizen-daibu („Direktor der Großen Tafel“). Nach dem Tod seines Bruders Shigekatsu erbte er Matsusaka. 1619 wurde er nach Hamada in der Provinz Iwami versetzt.[5]
- Shigetsune (重恒; 1603–1648), Shigekatsus Sohn, war Hyōbu-shō und erbte Hamada. Wegen seines tyrannischen Verhaltens seinen Samurai gegenüber und weil er keine Nachkommen hatte erlosch die Linie mit ihm.[6]